# Crystal Dynamics
Crystal Dynamics, Inc. é uma desenvolvedora norte-americana de jogos eletrônicos sediada em Redwood City, Califórnia. Ela foi fundada em julho de 1992 por Judy Lang, Madeline Canepa e David Morris. A empresa foi comprada em 1998 pela Eidos Interactive, tornando-se sua subsidiária, porém passou a ser propriedade da da Square Enix em 2009 depois desta ter adquirido a Eidos, em 2022 foi vendida para a Embracer Group. A empresa é mais conhecida por desenvolver vários títulos da série Tomb Raider.

## Jogos
| Título                               | Ano de Lançamento | Plataformas                                                                                 |
| ------------------------------------ | ----------------- | ------------------------------------------------------------------------------------------- |
| Crash 'n Burn                        | 1993              | 3DO                                                                                         |
| Total Eclipse                        | 1994              | 3DO, PlayStation                                                                            |
| Samurai Shodown                      | 1995              | 3DO                                                                                         |
| Pandemonium                          | 1996              | Windows, PlayStation, Sega Saturn                                                           |
| Pandemonium 2                        | 1997              | Windows, PlayStation                                                                        |
| Legacy of Kain: Soul Reaver          | 1999              | Windows, PlayStation, Dreamcast                                                             |
| Legacy of Kain: Soul Reaver 2        | 2001              | Microsoft Windows, PlayStation 2                                                            |
| Tomb Raider: Legend                  | 2006              | Microsoft Windows, PlayStation 2, PlayStation 3, PSP, Xbox, Xbox 360, Nintendo DS, GameCube |
| Tomb Raider: Anniversary             | 2007              | Windows, PlayStation 2, PlayStation 3, PlayStation Portable, Xbox 360, Wii, OS X            |
| Tomb Raider: Underworld              | 2008              | Windows, PlayStation 2, PlayStation 3, Xbox 360, Wii, OS X, Nintendo DS                     |
| Lara Croft and the Guardian of Light | 2010              | Windows, PlayStation 3, Xbox 360, Android, IOS                                              |
| Tomb Raider (2013)                   | 2013              | Windows, PlayStation 3, Xbox 360, PlayStation 4, Xbox One                                   |
| Lara Croft and the Temple of Osiris  | 2014              | Windows, PlayStation 4, Xbox One, Google Stadia                                             |
| Rise of the Tomb Raider              | 2015              | Windows, Xbox 360, PlayStation 4, Xbox One, MacOS, Linux                                    |
| Avengers (2020)                      | 2020              | Windows, PlayStation 4, PlayStation 5, Xbox One, Xbox Series X, Stadia                      |